# دون آدامز
دون آدامز (بالإنجليزية: Don Adams)‏ (و. 1923 – 2005 م) هو ممثل، وممثل أفلام، وممثل تلفزيوني، من الولايات المتحدة الأمريكية، ولد في مدينة نيويورك، توفي في لوس أنجلوس، عن عمر يناهز 82 عاماً بسبب لمفوما، وسرطان الرئة.

## الخدمة العسكرية
خدم في قوات مشاة بحرية الولايات المتحدة.

## وصلات خارجية
- دون آدامز على موقع IMDb (الإنجليزية)
- دون آدامز على موقع ألو سيني (الفرنسية)
- دون آدامز على موقع تيرنر كلاسيك موفيز (الإنجليزية)
- دون آدامز على موقع أول موفي (الإنجليزية)
- دون آدامز على موقع قاعدة بيانات برودواي على الإنترنت (الإنجليزية)
- دون آدامز على موقع قاعدة بيانات الأفلام السويدية (السويدية)
- دون آدامز على موقع إن إن دي بي (الإنجليزية)
- دون آدامز على موقع قاعدة بيانات الفيلم (الإنجليزية)
- دون آدامز على موقع كينوبويسك (الروسية)